# Mahdi Al-Bouabdali
Sheikh Mahdi Al-Bouabdali (en arabe : الشيخ المهدي البوعبدلي) est un érudit, bibliophile et historien algérien, né en 1907 à Saint-Leu (actuelle Bethioua) et mort en 1992 en Algérie.

## Biographie
Sheikh El-Mahdi El-Bouabdelli est né le 25 janvier 1907 à Saint-Leu, (actuelle Bethioua, dans la wilaya d’Oran, Algérie). Issu d’un milieu religieux, il a appris le Coran dès son plus jeune âge auprès de son père, Cheikh Bouabdallah, qui dirigeait une école coranique locale.
Il poursuivit ses études à Mazouna, avant de rejoindre l’Université de la Zitouna à Tunis en 1931, où il étudia auprès des érudits tels que Mohamed Abdelaziz Djaït et Bachir Ennaifer. Il obtint le diplôme de tahsil (ar) (équivalent d’un doctorat traditionnel) en 1933.

### Ouvrages
- (ar) Abdel Rahmane Dweib, الأعمال الكاملة للمهدي البوعبدلي [« Les œuvres complètes de Mahdi Al-Bouabdelli »], Alam Al-Ma'rifah,‎ 2013 (ISBN 978-9947-912-44-7)

### Articles
- (ar) Hasni Bellil, « الشيخ المهدي البوعبدلي (1907-1992) » [« Sheikh Mahdi El-Bouabdelli (1907-1992) »], مجلة عصور الجديدة, vol. 2, no 4,‎ 15 janvier 2012, p. 208-225 (lire en ligne )
- (ar) Mohammed Berchan, « الصحراء في أبحاث الشيخ المهدي البوعبدلي إقليم توات آنموذجا » [« Le désert dans les recherches de Sheikh Mahdi Al-Bouabdelli : l'exemple de la région de Touat »], دراسات, vol. 3, no 1,‎ 15 juin 2014, p. 203-218 (lire en ligne )
- (ar) Belbrouat Ben Atou, « الخصائص المنهجية في كتابات الشيخ المهدي البوعبدلي. » [« Les caractéristiques méthodologiques dans les écrits de Sheikh Mahdi Al-Bouabdelli. »], مجلة عصور الجديدة, vol. 5, no 20,‎ 20 octobre 2015, p. 288-297 (lire en ligne )
- (ar) Habib Bouzaada, « مقالات المهدي البوعبدلي في مجلّة الأصالة » [« Les articles de Mahdi Al-Bouabdelli dans la revue Al-Asalah »], مجلة العلوم الاجتماعية والإنسانية, vol. 11, no 1,‎ 30 juin 2018, p. 554-566 (lire en ligne )
- (ar) Kheir Eddine Youssef Chattara, « تأملات في الشخصية التاريخية للشيخ المهدي البوعبدلي وخصائص كتاباته التراثية من خلال آثاره » [« Réflexions sur la personnalité historique de Sheikh Mahdi Al-Bouabdelli et les spécificités de ses écrits patrimoniaux. »], قضايا تاريخية, vol. 7, no 3,‎ 25 décembre 2020, p. 193-235 (lire en ligne )
- (ar) Faqiqi Mohamed El-Kabir, « منهج الشيخ المهدي البوعبدلي في التأصيل التاريخي للتيار السلفي بالجزائر » [« La méthode du Sheikh Mahdi Al-Bouabdelli pour l'authentification historique du courant salafiste en Algérie »], مجلة عصور الجديدة, vol. 10, no 4,‎ 24 décembre 2020, p. 413-426 (lire en ligne )
- (ar) Fatiha Al-Azzouni, « فاعلية التاريخ في المشروع الفكري للشيخ المهدي البوعبدلي » [« L'importance de l'histoire dans le projet intellectuel de Sheikh Mahdi Al-Bouabdelli »], المناهل, vol. 4, no 1,‎ 30 juin 2023, p. 58-78 (lire en ligne )
- (ar) Yekhlef Hajj Abdelkader, « الشيخ المهدي البوعبدلي وكتابه تاريخ المدن الجزائرية » [« Sheikh Mahdi Al-Bouabdali et son livre Histoire des villes algériennes »], مجلة العبر للدراسات التاريخية و الاثرية في شمال افريقيا, vol. 7, no 2,‎ 30 juin 2024, p. 329-353 (lire en ligne )
- (ar) Mokhtar Bouanani, « مِنْهَج التحقيق عند الشيخ المهدي البوعبدلي -دليل الحيران وأنيس السّهران في أخبار مدينة وهران- أنموذجا. » [« La méthode d'établissement et d'annotation des textes chez Sheikh Mahdi Al-Bouabdelli : l'exemple du livre Daleel al-Hayran wa Anees al-Sahraan fi Akhbaar Madinat Wahran »], مجلة المواقف, vol. 19, no 2,‎ 1er février 2024, p. 203-236 (lire en ligne )
- (ar) Abdelrahmane Rezki, « الدور الفكري و الثقافي لولايات الجنوب الغربي من خلال كتاب تاريخ المدن للعلامة الشيخ المؤرخ المهدي البوعبدلي رحمة الله تعالى عليه » [« Le rôle idéologique et culturel des villes du sud-ouest, dans L'histoire des villes écrite par l'historien et érudit Mahdi Al-Bouabdelli »], مجلة العبر للدراسات التاريخية و الاثرية في شمال افريقيا, vol. 6, no 2,‎ 30 juin 2023, p. 306-322 (lire en ligne )